# Georg Scherer (Jesuit)
Georg Scherer (* 1540 in Schwaz (Tirol); † 1605 in Linz) war Jesuit und Prediger gegen die Reformation.

## Leben
Die Familie war arm; Scherer konnte sich sein Studium in Wien nur durch öffentliche Unterstützung leisten; 1559 trat er den Jesuiten bei. 1564 promovierte er zum Magister der Philosophie und wurde ein Jahr später zum Priester geweiht.
Bald wurde er Hofprediger in Wien und Graz. In dieser Position versuchte er, den am Hof wirkenden Personenkreis für eine Politik im Sinne der Gegenreformation zu beeinflussen. 1590 wurde Scherer zum Rektor des Wiener Ordenshauses bestellt; nach vier Jahren wurde er abgesetzt, da er zu streng gewesen sei. 1600 ging Scherer nach Linz.
Georg Scherer starb 1605, als ihn bei einer Hexenpredigt auf der Kanzel der Linzer Jesuitenkirche der Schlag traf.
Ernst Tomek bezeichnet ihn in seiner Kirchengeschichte als „tüchtigsten unter den Jesuiten Österreichs“. Karl Eder sieht in Scherer einen der gewandtesten Polemiker und Seelsorger seiner Zeit, wenn auch seine Persönlichkeit kantig gewesen sei. Werner Drobesch beurteilt Scherer kritischer, bezeichnet ihn als „jesuitischen Fundamentalisten“.

## Predigt gegen die Reformation
In der zweiten Hälfte des 16. Jahrhunderts, etwa ein Jahrhundert nach Erfindung des Buchdrucks, begannen gedruckte Predigten zu Massenmedien zu werden und auf die öffentliche Meinung einzuwirken. Dadurch änderten sich auch Intention und Ziel der Predigt: zur theologischen Aufgabe kam eine politische hinzu. In seinen Predigten und Schriften bekämpft Scherer die Reformation äußerst hart. In verschiedenen Werken liefert er folgende Argumente für die katholische Kirche und gegen die Protestanten:
- In Ein christliches Gesprech von den Tauffceremonien erwähnt er die lange Tradition der Kirche, die „über die fünffzehenhundert Jahre von keinem Rechtsglaubigen jemals angefochten [worden sei]“.
- In Eigentliche Abcontrafeyung einer neuen unerhörten Monstranzen macht Scherer die Protestanten lächerlich und erzählt dazu die Geschichte eines protestantischen Predicanten, der mit sich eine Puppe gehabt hätte, aus der er die Kommunion erteilt hätte. Geschickt verwendet er das Aussehen des Männchens, um die „Fehler“ und „Laster“ der Protestanten darzustellen.
- In Der lutherische Bettlermantel vergleicht Scherer die Lehre der Protestanten mit dem Mantel eines Bettlers, welcher aus vielen Kleidungsfetzen zusammengeflickt sei. Genauso hätten die Anhänger Luthers „allerley Ketzereien [von] vor vil hunderte Jaren“ an den Tag gebracht und dadurch „einen elenden stücklichten zerlumpten und zerflickten Glauben“ geschaffen.

Spätere Kommentatoren von Scherers Predigttätigkeit fanden seine Einstellung allzu sehr von Hass auf die Protestanten geprägt. Anders als sein Kollege Abraham a Sancta Clara geriet Scherer bei der Nachwelt schnell in Vergessenheit.

## Hexen-Prediger
In einer Predigt über die Befreiung einer Frau von 12.652 Teufeln behauptet Scherer, nur die Rituale der katholischen Kirche würden wirksam vor dem Satan schützen.
1583, in der Zeit der Hexenverfolgungen, hielt Scherer vor dem Wiener Stephansdom eine Hetzpredigt gegen die Hexen im Allgemeinen, und gegen Elisabeth Plainacher im Besonderen. Das erregte Volk forderte nun, dass man sie foltern solle, um ein Geständnis zu erzwingen. So führte seine Predigttätigkeit zum Tod von Elsa Plainacher.

## Schriften
- Bericht Vom wunderlichen Sieg, den Doctor Paulus Florenius, wider Georgen Scherer Jesuiten, die nechst abgelauffne Fasten zu Wienn in Osterreich, mit disputieren erhalten, Graz: Widmanstetter, 1590
- Christliche Erinnerung bey der Historien von jüngst geschehener Erledigung einer Jungfrauen die mit zwölftausendt sechshundert zwey und fünfzig Teufeln besessen gewesen. In: Georg Scherers von Schwatz der Societet IESV Theologi anderer Theil. Kloster Bruck 1600, S. 189–206.
- Der lutherische Bettlermantel. In: Erster Theil aller Schriften, Bücher und Tractätlein welche Georg Scherer Societas IESV Theologus bishero zu unterschiedlichen Zeiten durch den Truck ausgeben lassen. Kloster Bruck 1599, S. 455–460.
- Eigentliche Abcontrafreyung einer neuen unerhörten Monstranzen. In: Erster Theil aller Schriften, Bücher und Tractätlein welche Georg Scherer Societas IESV Theologus bishero zu unterschiedlichen Zeiten durch den Truck ausgeben lassen. Kloster Bruck 1599, S. 117–148.
- Ein christliches Gesprech von den Tauffceremonien zwischen einem catholischen Pfarhern und [einer] lutherischen Hebamme. In: Erster Theil aller Schriften, Bücher und Tractätlein welche Georg Scherer Societas IESV Theologus bishero zu unterschiedlichen Zeiten durch den Truck ausgeben lassen. Kloster Bruck 1599, S. 1–43.
- Catechismus oder Kinderlehr in welcher alle Artickel unsers Christlichen Catholischen Glaubens gründtlich vnd klärlich außgelegt und wider alle Ketzereyen bestettiget werden. Durch R. P. Georgium Schärer Societatis Jesu Theologum, zu samen Getragen vnd in dise Form verfasset, Passau, 1626. im Volltext online bei der Universitätsbibliothek der Universität Wien (eBooks on Demand).